# 赛塔提拉二世
赛塔提拉二世（Setthathirath II，？—1735年），又名翁洛（Ong Lo）、賽翁會（Sai Ong Hue），萬象王國第一代國王。越南史料稱之為朝福。
赛塔提拉二世早年曾在越南長期過著流亡生活。他的父親Som Phou是敦坎的兒子，在蘇里雅·翁薩繼位之後，Som Phou流亡越南北河的會元縣山渭崗（今越南乂安省昆光縣），居住多年。1694年，蘇里雅·翁薩逝世，貴族甸·塔拉篡位。不久，被王子翁洛（Ong Lo）奪回王位。
瀾滄王國之人訪知賽翁在會元縣，報知該縣琴乙郎、琴當等，想要接回國內立為國王。乂安鎮守鄭報告了此此事，獲得鄭主鄭根的批准。1696年，賽翁被後黎朝冊封為哀牢王，在鄭主的支持下送回瀾滄王國即位。1699年，南·塔拉（Nan Tharat）在越南人的支持下奪取王位，但賽翁會驅逐了南·塔拉，並於1700年自立為王，稱赛塔提拉二世。1705年，他將勃拉邦佛從琅勃拉邦搬到萬象。
他在琅勃拉邦的堂兄弟吉薩拉拒絕承認赛塔提拉二世的統治。赛塔提拉二世任命弟弟賽翁越（Sai Ong Viet）為琅勃拉邦副王，試圖奪取琅勃拉邦。吉薩拉尋求暹羅國王的幫助，擊敗了賽翁越，並且獲得獨立，建立琅勃拉邦王国。至此，瀾滄王國變成了萬象王國。
1713年，另一位堂兄弟諾加薩也在南邊宣佈獨立，建立占巴塞王國。